# Óscar Pablo Cavallero Rodríguez
Óscar Pablo Cavallero Rodríguez (nascut a Lomas de Zamora, Argentina el 13 d'abril del 1974) és un futbolista argentí retirat que jugà de porter al RCD Espanyol i Llevant UE, entre d'altres equips.